# Tim Skarke
Tim Skarke (Heidenheim an der Brenz, 7 settembre 1996) è un calciatore tedesco, attaccante dell'Union Berlino.

## Carriera

### Club
Ha giocato nella prima e nella seconda divisione tedesca.

### Nazionale
Vanta una presenza con la nazionale tedesca Under-21.